# Seuil
Seuil ist eine französische Gemeinde mit 182 Einwohnern (Stand: 1. Januar 2022) im Département Ardennes in der Region Grand Est. Sie gehört zum Kanton Rethel und zum Arrondissement Rethel. 

## Geografie
Die Gemeinde Seuil liegt an der Aisne und dem parallel verlaufenden Ardennenkanal, etwa zehn Kilometer östlich von Rethel.
Nachbargemeinden sind Coucy im Norden, Ambly-Fleury im Nordosten, Mont-Laurent im Osten, Ménil-Annelles im Süden und Thugny-Trugny im Westen.

## Bevölkerungsentwicklung
| Jahr      | 1962 | 1968 | 1975 | 1982 | 1990 | 1999 | 2008 | 2018 |
| --------- | ---- | ---- | ---- | ---- | ---- | ---- | ---- | ---- |
| Einwohner | 221  | 220  | 181  | 172  | 158  | 166  | 164  | 168  |

## Sehenswürdigkeiten

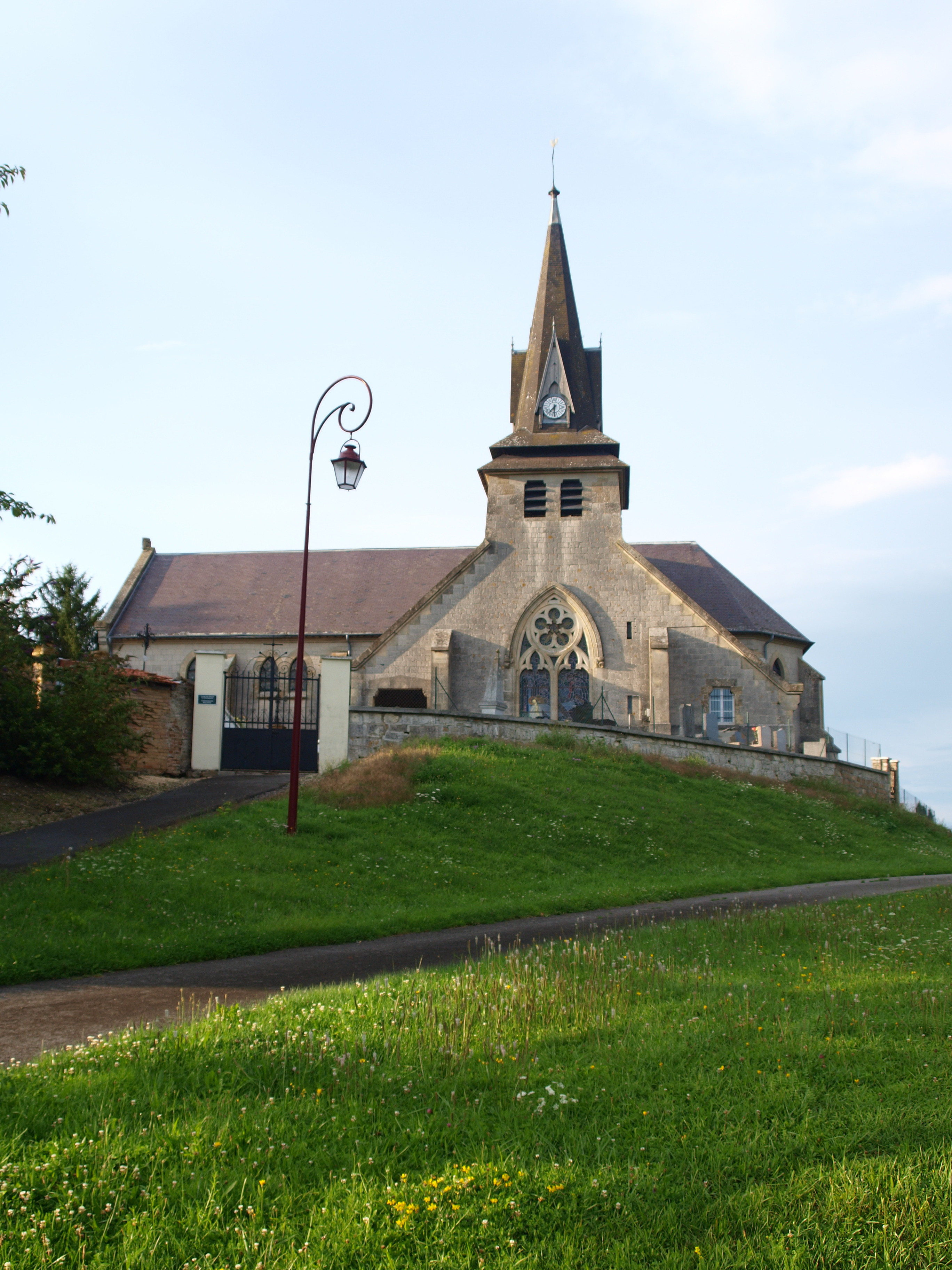
Kirche Notre-Dame

- Kirche Notre-Dame
- Flurkreuz
- Kriegerdenkmal